# Сірор
Сірор (італ. Siror) — колишній муніципалітет в Італії, у регіоні Трентіно-Альто-Адідже,  провінція Тренто. З 1 січня 2016 року Сірор є частиною новоствореного муніципалітету Примієро-Сан-Мартіно-ді-Кастроцца.
Сірор розташований на відстані близько 480 км на північ від Рима, 60 км на схід від Тренто.
Населення — 1277 осіб (2014).
Щорічний фестиваль відбувається 30 листопада. Покровитель — Андрій Первозваний.

## Демографія
Населення за роками:

Станом на 31 грудня 2014 року в муніципалітеті офіційно проживали 73 іноземці з 13 країн, серед них 37 громадян країн Євросоюзу та 2 громадяни України.

## Сусідні муніципалітети
- Канале-д'Агордо
- Каналь-Сан-Бово
- Імер
- Меццано
- Предаццо
- Тонадіко
- Трансаккуа